# Vicuña (España)
Vicuña (oficialmente Bikuña/Vicuña)  es un concejo del municipio de San Millán, en la provincia de Álava, País Vasco (España).

## Localización
Se encuentra a 30 km al este de la ciudad de Vitoria.

## Etimología
Su nombre deriva de Bekoña, lo mismo que Begoña en Bilbao. "La colina de abajo", Beko-oña.

## Despoblado
Forma parte del concejo el despoblado de:
- Berececa.[1]

## Historia
Este pueblo fue cuna y origen del antiguo linaje de Vicuña, del que provinieron ilustres caballeros (como Sancho Sánchez de Vicuña), que además de formar un importante mayorazgo en Álava, tuvo ramificaciones en Guipúzcoa, en las villas de Azcoitia y Legazpia, en el Reino de Navarra, en los pueblos de Olejua y Mues y en la villa de Los Arcos, y posteriormente en diversos lugares de España y América.

## Demografía
| Gráfica de evolución demográfica de Vicuña entre 2000 y 2017 |
|                                                              |
| Población de derecho según los censos de población del INE.  |